# 클란
《클란》(폴란드어: Klan→씨족)은 1997년부터 현재까지 방영된 폴란드의 연속극이다.